# UBS
UBS (pełna nazwa: UBS Group AG) – szwajcarskie przedsiębiorstwo finansowe z głównymi oddziałami w Zurychu i Bazylei (w Szwajcarii). Posiada biura także w Nowym Jorku (w Stanach Zjednoczonych). Zajmuje się bankowością prywatną, inwestycyjną i instytucjonalną. Powstał z połączenia Union Bank of Switzerland (stąd skrótowiec) i Swiss Bank Corporation w czerwcu 1998.
UBS działa we wszystkich ważniejszych centrach finansowych świata i posiada oddziały w 50 krajach. Łączna liczba pracowników UBS Group AG w 2022 wyniosła 72 597, co oznacza wzrost o 1,7% w stosunku do 2021, z czego większość zatrudnionych jest w Amerykach i Szwajcarii oraz pozostałych krajach Europy.

## Historia
Oficjalną datą założenia banku jest kwiecień 1862 roku, w którym powstał jego zalążek Bank w Winterthur.

### Przejęcie Credit Suisse
W marcu 2023 roku UBS zgodził się kupić Credit Suisse, jednego ze swoich głównych konkurentów, za 3,25 mld dolarów (3 mld CHF), w ramach awaryjnej transakcji ratunkowej.